# Сейидов, Миргусейн Миргусейн оглы
Миргусейн Миргусейн оглы Сейидов (азерб. Seyidov Mirhüseyn Mirhüseyn oğlu; 10 августа 1992, Шарур, Нахичеванская Автономная Республика, Азербайджан) — азербайджанский футболист, полузащитник.

## Биография
Родившийся в городе Шарур Нахичеванской Автономной Республики Миргусейн Сейидов начал заниматься футболом в родном городе. В возрасте 15 лет переехал в Баку.

## Клубная карьера
В 2007 году, в течение 6 месяцев обучался навыкам футбола в младшей возрастной группе ФК «Интер» Баку. Затем по приглашению опытного тренера Ислама Керимова перешёл в бакинский «Нефтчи», в юношеском составе которого начал своё выступление в 2007 году. В 2009 году перешёл в основной состав «нефтяников».
Будучи игроком ФК «Нефтчи» Баку провёл в Кубке Азербайджана 10 игр, из них одну игру в матче за Суперкубок страны 2013 года.
В сезонах 2011/2012, 2012/13 и 2013/14 годов провёл в составе ФК «Нефтчи» Баку 5 игр в Лиге чемпионов УЕФА и 7 игр в Лиге Европы. Дебютным оказался первый матч второго квалификационного раунда Лиги чемпионов УЕФА против хорватского «Динамо» Загреб, состоявшийся в Баку, на республиканском стадионе имени Тофика Бахрамова 19 июля 2011 года, которая завершилась вничью 0:0. При этом футболист вышел на замену на 85 минуте матча.
29 декабря 2017 года Сейидов был задержан по подозрению в участию в договорных матчах, однако вскоре был отпущен на свободу.

## Сборная Азербайджана
Дебютировал в составе юношеской сборной Азербайджана до 19 лет 9 октября 2009 года в городе Нес-Циона, в квалификационном матче Чемпионата Европы УЕФА против сборной Израиля, завершившимся победой юношей из Азербайджана со счётом 3:0.
Первую игру в составе молодёжной сборной страны провёл 2 марта 2010 года в городе Фалкирк, в квалификационном раунде Чемпионата Европы УЕФА против сборной Шотландии, завершившийся вничью со счётом 2:2. Провёл на поле первые 37 минут матча. В 2013 году был капитаном молодёжной сборной страны.

## Достижения
В составе ФК «Нефтчи» Баку завоёвывал нижеследующие титулы:
- Трижды, в сезонах 2010/11, 2011/12 и 2012/13 годов становился чемпионом Премьер-Лиги Азербайджана.
- Победитель Кубка Азербайджана сезона 2012/13 годов, финалист сезона 2011/12 годов.
- Финалист Суперкубка Азербайджана 2013 года[10].